# هاينريش أنطون دي باري
هاينريش أنطون دي باري (بالفرنسية: Anton de Bary)‏ (و. 1831 – 1888 م) هو عالم نبات، وجراح، وأستاذ جامعي، واخصائي فطريات، وعالم حشرات من الاتحاد الألماني . ولد في فرانكفورت .
وهو عضو في الجمعية الملكية، والأكاديمية الروسية للعلوم، والأكاديمية الملكية السويدية للعلوم، والأكاديمية البروسية للعلوم .
توفي في ستراسبورغ .

## التعليم
تعلم في جامعة ماربورغ

## مناصب وهيئات
أدار جامعة توبنغن، وجامعة فرايبورغ، وجامعة هاله.

## روابط خارجية
- هاينريش أنطون دي باري على موقع الموسوعة البريطانية (الإنجليزية)
- هاينريش أنطون دي باري على موقع إن إن دي بي (الإنجليزية)